# Елизавета Гогенштауфен
Елизавета фон Гогенштауфен (в Испании её называли Беатрисой Швабской; исп. Beatriz de Suabia; март/май 1203 — 5 ноября 1235, Торо) — королева Кастилии (1219—1235) и Леона (1230—1235).

## Жизнь
Дочь короля Филиппа Швабского (1176—1208) и Ирины Ангелины. По отцу приходилась внучкой императору Священной Римской империи Фридриху I Барбароссе, по матери — византийскому императору Исааку II Ангелу.
После смерти отца в 1208 году над ней взял опеку двоюродный брат Фридрих II, который сосватал и 30 ноября 1219 года выдал её замуж за короля Кастилии Фернандо III (будущего Святого Фернандо III). Свадьба состоялась в монастыре San Zoilo в Каррион-де-лос-Кондес в Паленсии. Поселившись в Кастилии, королева Елизавета стала называться Беатрисой Швабской.

## Дети
За время брака у супругов родилось десять детей:
- Альфонсо (Альфонс) X Кастильский, король Кастилии,
- Фадрике (1223—1277),
- Фернандо (1225—1243/1248),
- Леонор (1226 — умерла в детстве),
- Беренгела (1228—1279), монахиня,
- Энрике (1230—1303)
- Фелипе (1231—1274), архиепископ Севильи,
- Санчо (1233—1261), архиепископ Толедо
- Мануэль (1234—1283), владыка Вильена
- Мария (умерла в детстве в 1235).

После смерти Беатриса Швабская была похоронена в королевском монастыре Лас Уэльгас. Её сын Альфонсо X перенёс прах матери в Севильский кафедральный собор.
- Герб Елизаветы фон Гогенштауфен (Беатрисы Швабской).
- Статуи короля Кастилии Фернандо III и его жены Беатрисы Швабской.
- Статуя Беатрисы Швабской в Севильском кафедральном соборе.